# Fenyéres
Fenyéres (Feneriș), település Romániában, a Partiumban, Bihar megyében.

## Fekvése
Belényestől északnyugatra fekvő település.

## Története
Fenyéres nevét 1580-ban említette először oklevél (Feneres néven). 
1692-ben Fenyeres, 1808-ban Feneres ~ Fenyeres, Feneris néven írták. 
Fényes Elek 1851-ben írta a településről: 
Bihar vármegyében, dombos helyen, 416 görög katholikus, 234 óhitü lakossal, két anyatemplommal. Birja a váradi görög püspök
1910-ben 852 lakosából 2 magyar, 849 román, ebből 849 görögkatolikus volt.
A trianoni békeszerződés előtt Bihar vármegye Belényesi járásához tartozott.

## Jegyzetek

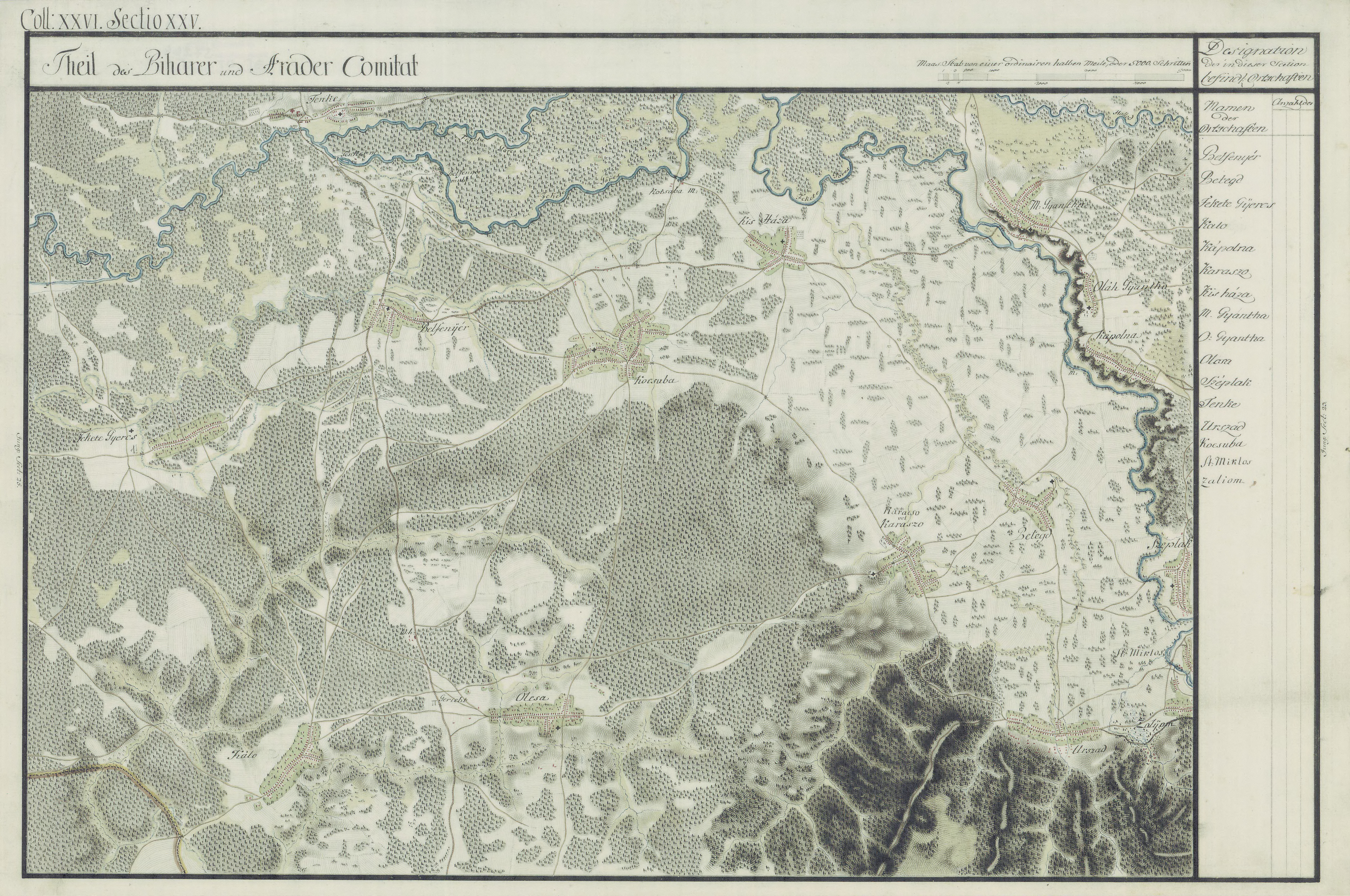
Fenyéres egy régi térképen